# Hrvatski i bošnjački tjednik
Hrvatski i bošnjački tjednik je bio hrvatski tjednik iz Frankfurta. Ove novine su počele izlaziti 1994., a prestale su izlaziti 1995. 
Iako je list bio iz Frankfurta, sa sjedištem u Reuterweg 47, pretplatničku je službu imao u Zagrebu, Slavonska avenija 4.
Uređivao ga je Vjekoslav Krsnik, a također i Željko Ivanković. List se pojavio nakon Washingtonskog sporazuma, kao pokušaj zbližavanja Hrvata i Bošnjaka-Muslimana. Orijentacija novina se mogla vidjeti iz impresuma "prve novine koje povezuju Zagreb i Sarajevo". Članke je objavljivao na hrvatskom i bošnjačkom. 
Sadržaji su bili edukativni i informativni. Osim što je sadržavao tekstove za odraslo čitateljstvo, bilo je članaka koji su bili usmjereni prema djeci i omladini.
Za ovaj list su pisali Sandra Križić-Boban, Dubravko Lovrenović, Mirko I. Jukić (Aleksander Ravlic), Vlado Pandžić, Tarik Kulenović i drugi.

## Vanjske poveznice
- International Institute of Social History Press Now - Periodicals from Croatia